# 室井滋のしげちゃん☆おはなしラジオ
『室井滋のしげちゃん☆おはなしラジオ』（むろいしげるのしげちゃんおはなしラジオ）は、FMとやまで放送されている朗読番組である。2014年4月4日に放送開始。

## 概要
富山県出身の女優・室井滋の冠番組。室井が毎週童話や富山県内に伝わる昔話などを朗読した後、作品にまつわるエピソードを語る。
FMとやまは、この番組を学校の教育現場や老人ホームでのレクリエーションなどに活用してもらおうと、FM放送を受信できるCDラジオレコーダーを富山県教育委員会、県内各市町村の教育委員会、小中学校、老人ホームに寄贈している。
同年7月4日からRhythm Station（FM山形）で放送開始した。
FMとやま（再放送含む）、Rhythm Stationとも、radiko（インターネットラジオ）では当初それぞれのサービスエリア内（富山県・山形県）のリアルタイム聴取のみだったが、時期不明ではあるもののFMとやまは「エリアフリー」及び「タイムフリー」、Rhythm Stationは「エリアフリー」対応になった。

## 放送局
| 放送対象地域 | 放送局名                       | 放送時間                                            | 放送開始       | 備考 |
| ------------ | ------------------------------ | --------------------------------------------------- | -------------- | --- |
| 富山県       | 富山エフエム放送（FMとやま）   | 毎週金曜 12:30 - 12:55 再放送：毎週土曜 8:30 - 8:55 | 2014年4月4日 - | 製作局 再放送は同年6月7日に放送開始。 radikoのエリアフリー及びタイムフリー機能での聴取が可能（対応時期不明）。 |
| 山形県       | エフエム山形（Rhythm Station） | 毎週金曜 12:30 - 12:55                              | 2014年7月4日 - | radikoのタイムフリー機能での聴取は不可。                                                                       |